# Abierto de Brasil
El Abierto de Brasil fue un torneo oficial de tenis dentro del calendario masculino en la categoría ATP World Tour 250, que se disputaba anualmente en São Paulo, Brasil sobre una superficie de polvo de ladrillo bajo techo.
Fue uno de los 4 torneos que conformaban la gira Sudamericana de polvo de ladrillo junto a Río de Janeiro (Brasil), Córdoba (Argentina) y Buenos Aires (Argentina). Se jugaba en las semanas comprendidas entre la finalización del Abierto de Australia y el comienzo del Masters de Indian Wells.
El Abierto de Brasil se disputó por primera vez en el año 2001 sobre canchas duras y durante el mes de septiembre, en la semana posterior a la finalización del US Open.
En 2004 se acordó que el torneo se mudase a una superficie de polvo de ladrillo y se disputase en febrero para así formar parte de la gira latinoamericana de canchas lentas. 
Durante las temporadas 2001 a 2011, el torneo de disputó en Costa do Sauipe, Bahía en un complejo turístico en las costas del estado, con una excelente estructura y 5 hoteles de alta categoría en un área de protección ambiental.
Sin embargo partir de la temporada 2012 el torneo se mudó de este balneario a São Paulo, en donde se jugó en una superficie de tierra batida bajo techo en el Complejo Deportivo Constâncio Vaz Guimarães; convirtiéndolo así en el único torneo del circuito ATP que se juega en tierra batida/indoor.
Los jugadores que más veces lo han ganado son Nicolás Almagro (2008, 2011 y 2012) y Pablo Cuevas (2015, 2016 y 2017).
Para la temporada 2020 fue reemplazado por el Abierto de Chile.

## Resultados

### Individual
| Lugar           | Campeón             | Finalista           | Resultado           |
| Costa do Sauipe | Costa do Sauipe     | Costa do Sauipe     | Costa do Sauipe     |
| --------------- | ------------------- | ------------------- | ------------------- |
| 2001            | Jan Vacek           | Fernando Meligeni   | 2-6, 7-6(2), 6-3    |
| 2002            | Gustavo Kuerten     | Guillermo Coria     | 6-7(4), 7-5, 7-6(2) |
| 2003            | Sjeng Schalken      | Rainer Schuettler   | 6-2, 6-4            |
| 2004            | Gustavo Kuerten     | Agustín Calleri     | 3-6, 6-2, 6-3       |
| 2005            | Rafael Nadal        | Alberto Martín      | 6-0, 6-7(2), 6-1    |
| 2006            | Nicolás Massú       | Alberto Martín      | 6-3, 6-4            |
| 2007            | Guillermo Cañas     | Juan Carlos Ferrero | 7-6(4), 6-1         |
| 2008            | Nicolás Almagro     | Carlos Moyá         | 7-6(4), 3-6, 7-5    |
| 2009            | Tommy Robredo       | Thomaz Bellucci     | 6-3, 3-6, 6-4       |
| 2010            | Juan Carlos Ferrero | Łukasz Kubot        | 6-1, 6-0            |
| 2011            | Nicolás Almagro     | Alexandr Dolgopolov | 6-3, 7-6(3)         |
| São Paulo       |                     |                     |                     |
| 2012            | Nicolás Almagro     | Filippo Volandri    | 6-3, 4-6, 6-4       |
| 2013            | Rafael Nadal        | David Nalbandian    | 6-2, 6-3            |
| 2014            | Federico Delbonis   | Paolo Lorenzi       | 4-6, 6-3, 6-4       |
| 2015            | Pablo Cuevas        | Luca Vanni          | 6-4, 3-6, 7-6(4)    |
| 2016            | Pablo Cuevas        | Pablo Carreño       | 7-6(4), 6-3         |
| 2017            | Pablo Cuevas        | Albert Ramos        | 6-7(3), 6-4, 6-4    |
| 2018            | Fabio Fognini       | Nicolás Jarry       | 1-6, 6-1, 6-4       |
| 2019            | Guido Pella         | Christian Garín     | 7-5, 6-3            |

### Dobles
| Lugar           | Campeón                               | Finalista                             | Resultado           |
| Costa do Sauipe | Costa do Sauipe                       | Costa do Sauipe                       | Costa do Sauipe     |
| --------------- | ------------------------------------- | ------------------------------------- | ------------------- |
| 2001            | Enzo Artoni Daniel Melo               | Gastón Etlis Brent Haygarth           | 6-3, 1-6, 7-6(5)    |
| 2002            | Scott Humphries Mark Merklein         | Gustavo Kuerten André Sá              | 6-3, 7-6(1)         |
| 2003            | Todd Perry Thomas Shimada             | Scott Humphries Mark Merklein         | 6-2, 6-4            |
| 2004            | Mariusz Fyrstenberg Marcin Matkowski  | Tomas Behrend Leoš Friedl             | 6-2, 6-2            |
| 2005            | Frantisek Cermak Leoš Friedl          | José Acasuso Ignacio González King    | 6-4, 6-4            |
| 2006            | Lukas Dlouhy Pavel Vízner             | Mariusz Fyrstenberg Marcin Matkowski  | 6-1, 4-6, [10-3]    |
| 2007            | Lukas Dlouhy Pavel Vízner             | Albert Montañés Rubén Ramírez Hidalgo | 6-2, 7-6(4)         |
| 2008            | Marcelo Melo André Sá                 | Albert Montañés Santiago Ventura      | 4-6, 6-2, [10-7]    |
| 2009            | Marcel Granollers Tommy Robredo       | Lucas Arnold Ker Juan Mónaco          | 6-4, 7-5            |
| 2010            | Pablo Cuevas Marcel Granollers        | Łukasz Kubot Oliver Marach            | 7-5, 6-4            |
| 2011            | Marcelo Melo Bruno Soares             | Pablo Andújar Daniel Gimeno           | 7-6(4), 6-3         |
| São Paulo       |                                       |                                       |                     |
| 2012            | Eric Butorac Bruno Soares             | Michal Mertiňák André Sá              | 3-6, 6-4, [10-8]    |
| 2013            | Alexander Peya Bruno Soares           | František Čermák Michal Mertiňák      | 6-7(5), 6-2, [10-7] |
| 2014            | Guillermo García López Philipp Oswald | Juan Sebastián Cabal Robert Farah     | 5-7, 6-4, [15-13]   |
| 2015            | Juan Sebastián Cabal Robert Farah     | Paolo Lorenzi Diego Schwartzman       | 6-4, 6-2            |
| 2016            | Julio Peralta Horacio Zeballos        | Pablo Carreño David Marrero           | 4-6, 6-1, [10-5]    |
| 2017            | Rogério Dutra Silva André Sá          | Marcus Daniell Marcelo Demoliner      | 7-6(5), 5-7, [10-7] |
| 2018            | Federico Delbonis Máximo González     | Wesley Koolhof Artem Sitak            | 6-4, 6-2            |
| 2019            | Federico Delbonis Máximo González     | Luke Bambridge Jonny O'Mara           | 6-4, 6-3            |